# Resuttana-San Lorenzo
Resuttana - San Lorenzo è il ventesimo quartiere di Palermo. È compreso nella VI Circoscrizione.

## Geografia fisica
Il perimetro del quartiere è compreso tra la zona centro-settentrionale e nord-occidentale del capoluogo e rappresenta la prima suddivisione amministrativa a cui si accede uscendo dal centro cittadino verso ovest. Si estende nella Piana dei Colli, vasta area di campagna densamente urbanizzata nella seconda metà del XX secolo.

## Storia
Le borgate di Resuttana e San Lorenzo, nuclei originari del quartiere, vennero fondate nel XVIII secolo in seguito alla colonizzazione della Piana dei Colli da parte della nobiltà palermitana. La zona, in cui fiorirono numerose tenute aristocratiche, si sviluppò seguendo i canoni della città giardino.  
Nel secondo dopoguerra, la progressiva urbanizzazione verso le zone periferiche rispetto al centro storico palermitano mutò in modo decisivo il paesaggio, che perse una percentuale significativa di superficie verde. Tra gli anni '60 e '80 le borgate vennero espanse tramite l'edificazione massiccia di palazzi residenziali rivolti principalmente alla borghesia cittadina.  

## Monumenti e luoghi di interesse
- Museo etnografico siciliano Giuseppe Pitrè
- Palazzina Cinese
- Villa Castelnuovo
- Villa Niscemi
- Villa Sofia, dimora storica, oggi sede di un ospedale

## Geografia antropica
Viale Strasburgo rappresenta un'importante arteria del traffico urbano, poiché collega il centro della Palermo nuova con la periferia nord. Intorno al suo segmento inferiore, fino all'intersezione con viale Francia, sorge una rinomata zona destinata ai negozi. Via De Nebrodi e via Alcide de Gasperi costituiscono altre due rilevanti arterie commerciali. 
Altre strade di rilievo nel quartiere sono la via San Lorenzo, che collega via Resuttana con Tommaso Natale e Pallavicino; via Resuttana, che collega via San Lorenzo con la vecchia piazza Alcide De Gasperi; e viale del Fante che collega via Duca degli Abruzzi con Piazza dei Leoni, nel quartiere Libertà.

## Sport
In viale del Fante è situato lo stadio Renzo Barbera, principale impianto sportivo della città e sede del Palermo Football Club. 
Il quartiere dispone anche della squadra di calcio locale, il Athletic Club Palermo, dal 2025-2026 militante in Serie D.